# Valentino Macchi
Valentino Macchi (Bologna, 4 agosto 1937 – Roma, 19 marzo 2013) è stato un attore italiano.

## Biografia
Originario di Bologna, Valentino Macchi ha interpretato significative parti di contorno in molti film a partire dai primi anni sessanta tra i quali troviamo titoli importanti, come A ciascuno il suo di Elio Petri; La ragazza del bersagliere di Alessandro Blasetti e Boccaccio '70. Stimato, benvoluto e spesso chiamato dai registi Pupi Avati, Giuseppe Orlandini e Alberto Sordi, lavora, tra gli altri, con Franco Zeffirelli ne La bisbetica domata, protagonisti Elizabeth Taylor e Richard Burton; con Francesco Rosi in C'era una volta, protagonisti Sophia Loren ed Omar Sharif; in Sacco e Vanzetti di Giuliano Montaldo; ne Lo straniero e Gruppo di famiglia in un interno, per la regia di Luchino Visconti; Quién sabe? di Damiano Damiani; Yankee di Tinto Brass; in sei film di Pupi Avati e Bersaglio mobile di Sergio Corbucci.
Macchi ha preso parte a numerosi importanti sceneggiati televisivi nel periodo d'oro delle produzioni di prosa della Rai, molti dei quali per la regia di Roberto Rossellini, oltre ad altri con Anton Giulio Majano, Ugo Gregoretti, Ruggero Deodato e molti altri importanti registi. Valentino Macchi si congeda dal mondo del cinema intorno alla prima metà degli anni ottanta per poi farvi ritorno negli anni novanta, passando da film del genere commedia anche a quelli drammatici. Muore a 75 anni nella sua casa di Roma, dopo aver accusato un malore.

## Filmografia
- Boccaccio '70, regia di Vittorio De Sica, Federico Fellini, Mario Monicelli e Luchino Visconti (1962)
- Sodoma e Gomorra, regia di Robert Aldrich e Sergio Leone (1962)
- Uno strano tipo, regia di Lucio Fulci (1963)
- Ercole, Sansone, Maciste e Ursus gli invincibili, regia di Giorgio Capitani (1964)
- Soldati e caporali, regia di Mario Amendola (1965)
- Sie nannten ihn Gringo, regia di Roy Rowland (1965)
- Salomé '73, regia di Odoardo Fiory (1965)
- Te lo leggo negli occhi, regia di Camillo Mastrocinque (1966)
- I due sanculotti, regia di Giorgio Simonelli (1966)
- Tecnica di un omicidio, regia di Franco Prosperi (1966)
- Tre notti violente, regia di Nick Nostro (1966)
- Yankee, regia di Tinto Brass (1966)
- Arizona Colt, regia di Michele Lupo (1966)
- Zorro il ribelle, regia di Piero Pierotti (1966)
- 7 donne per una strage, regia di Gianfranco Parolini (1966)
- Black Box Affair - Il mondo trema, regia di Marcello Ciorciolini (1966)
- Django spara per primo, regia di Alberto De Martino (1966)
- Perry Grant agente di ferro, regia di Luigi Capuano (1966)
- Un milione di dollari per 7 assassini, regia di Umberto Lenzi (1966)
- Il Natale che quasi non fu, regia di Rossano Brazzi (1966)
- Navajo Joe, regia di Sergio Corbucci (1966)
- Quién sabe?, regia di Damiano Damiani (1966)
- Superargo contro Diabolikus, regia di Nick Nostro (1966)
- È mezzanotte... butta giù il cadavere, regia di Guido Zurli (1966)
- Che notte, ragazzi!, regia di Giorgio Capitani (1966)
- Killer calibro 32, regia di Alfonso Brescia (1967)
- L'immensità (La ragazza del Paip's), regia di Oscar De Fina (1967)
- Troppo per vivere... poco per morire, regia di Michele Lupo (1967)
- Dalle Ardenne all'inferno, regia di Alberto De Martino (1967)
- I due vigili, regia di Giuseppe Orlandini (1967)
- Non mi dire mai goodbye, regia di Gianfranco Baldanello (1967)
- Soldati e capelloni, regia di Ettore Maria Fizzarotti (1967)
- Granada, addio!, regia di Marino Girolami (1967)
- Il ragazzo che sapeva amare, regia di Enzo Dell'Aquila (1967)
- Il raggio infernale, regia di Gianfranco Baldanello (1967)
- La 25ª ora (La Vingt-cinquième heure), regia di Henri Verneuil (1967)
- Le streghe, regia di Mauro Bolognini, Vittorio De Sica, Pier Paolo Pasolini, Franco Rossi e Luchino Visconti (1967)
- A ciascuno il suo, regia di Elio Petri (1967)
- La bisbetica domata, regia di Franco Zeffirelli (1967)
- Ballata da un miliardo, regia di Gianni Puccini (1967)
- Dick Smart 2.007, regia di Franco Prosperi (1967)
- Assicurasi vergine, regia di Giorgio Bianchi (1967)
- La ragazza del bersagliere, regia di Alessandro Blasetti (1967)
- Sugar Colt, regia di Franco Giraldi (1967)
- Colpo doppio del camaleonte d'oro, regia di Giorgio Stegani (1967)
- Assalto al tesoro di stato, regia di Piero Pierotti (1967)
- L'ultimo killer, regia di Giuseppe Vari (1967)
- Il mistero dell'ombra, regia di Sergio Grieco (1967)
- Gentleman Jo... uccidi, regia di Giorgio Stegani (1967)
- Assassination, regia di Emilio P. Miraglia (1967)
- Quando dico che ti amo, regia di Giorgio Bianchi (1967)
- Lo straniero, regia di Luchino Visconti (1967)
- Un poker di pistole, regia di Giuseppe Vari (1967)
- Vado... l'ammazzo e torno, regia di Enzo G. Castellari (1967)
- Ad ogni costo, regia di Giuliano Montaldo (1967)
- Killer Kid, regia di Leopoldo Savona (1967)
- Gungala la vergine della giungla, regia di Romano Ferrara (1967)
- Arrriva Dorellik, regia di Steno (1967)
- Bersaglio mobile, regia di Sergio Corbucci (1967)
- Bandidos, regia di Massimo Dallamano (1967)
- C'era una volta, regia di Francesco Rosi (1967)
- Arabella, regia di Mauro Bolognini (1967)
- Questi fantasmi, regia di Renato Castellani (1967)
- Le due facce del dollaro, regia di Roberto Bianchi Montero (1967)
- Devilman Story, regia di Paolo Bianchini (1967)
- Un italiano in America, regia di Alberto Sordi (1967)
- Top Crack, regia di Mario Russo (1967)
- 20.000 dollari sul 7, regia di Alberto Cardone (1968)
- Il diario segreto di una minorenne, regia di Oscar Brazzi (1968)
- Se vuoi vivere... spara!, regia di Sergio Garrone (1968)
- L'invincibile Superman, regia di Paolo Bianchini (1968)
- Acid - Delirio dei sensi, regia di Giuseppe Maria Scotese (1968)
- Nude... si muore, regia di Antonio Margheriti (1968)
- Il pistolero segnato da Dio, regia di Giorgio Ferroni (1968)
- Il dolce corpo di Deborah, regia di Romolo Guerrieri (1968)
- L'oro del mondo, regia di Aldo Grimaldi (1968)
- Caccia ai violenti, regia di Nino Scolaro e Sandy Howard (1968)
- Sigpress contro Scotland Yard, regia di Guido Zurli (1968)
- La notte è fatta per... rubare, regia di Giorgio Capitani (1968)
- Come l'amore, regia di Enzo Muzii (1968)
- Il figlio di Aquila Nera, regia di Guido Malatesta (1968)
- Faustina, regia di Luigi Magni (1968)
- Gli infermieri della mutua, regia di Giuseppe Orlandini (1969)
- Il ragazzo che sorride, regia di Aldo Grimaldi (1969)
- Balsamus, l'uomo di Satana, regia di Pupi Avati (1970)
- Il clan dei due Borsalini, regia di Giuseppe Orlandini (1971)
- Sacco e Vanzetti, regia di Giuliano Montaldo (1971)
- Il terrore con gli occhi storti, regia di Steno (1972)
- Continuavano a chiamarli... er più e er meno, regia di Giuseppe Orlandini (1972)
- La polizia ringrazia, regia di Steno (1972)
- Ipotesi sulla scomparsa di un fisico atomico, regia di Leandro Castellani (1972)
- Quando le donne si chiamavano madonne, regia di Aldo Grimaldi (1972)
- La mano spietata della legge, regia di Mario Gariazzo (1973)
- Flavia, la monaca musulmana, regia di Gianfranco Mingozzi (1974)
- Il saprofita, regia di Sergio Nasca (1974)
- Gruppo di famiglia in un interno, regia di Luchino Visconti (1974)
- Il caso Raoul, regia di Maurizio Ponzi (1975)
- La mazurka del barone, della santa e del fico fiorone, regia di Pupi Avati (1975)
- ...A tutte le auto della polizia..., regia di Mario Caiano (1975)
- Vergine, e di nome Maria, regia di Sergio Nasca (1975)
- Attenti al buffone, regia di Alberto Bevilacqua (1976)
- Bordella, regia di Pupi Avati (1976)
- Roma a mano armata, regia di Umberto Lenzi (1976)
- Il trucido e lo sbirro, regia di Umberto Lenzi (1976)
- Signore e signori, buonanotte, registi vari (1976)
- Stato interessante, regia di Sergio Nasca (1977)
- Tutti defunti... tranne i morti, regia di Pupi Avati (1977)
- La banda del gobbo, regia di Umberto Lenzi (1977)
- Diario di un vizio, regia di Marco Ferreri (1993)
- Oasi, regia di Cristiano Bortone (1994)
- Addio e ritorno, regia di Rodolfo Roberti (1995)
- Incontri proibiti, regia di Alberto Sordi (1998)
- Il cuore altrove, regia di Pupi Avati (2003)
- La rivincita di Natale, regia di Pupi Avati (2004)
- Oggi sposi, regia di Luca Lucini (2009)

### Televisione
- Il Circolo Pickwick, regia di Ugo Gregoretti – miniserie TV (1968)
- Stasera Fernandel, regia di Camillo Mastrocinque – miniserie TV, episodio 1x05 (1969)
- Atti degli apostoli, regia di Roberto Rossellini – miniserie TV (1969)
- Oliver Cromwell: Ritratto di un dittatore, regia di Vittorio Cottafavi (1969)
- La lotta dell'uomo per la sua sopravvivenza, regia di Renzo Rossellini (1970)
- Nero Wolfe – serie TV, episodio 3x01 (1971)
- E le stelle stanno a guardare, regia di Anton Giulio Majano – miniserie TV (1971)
- All'ultimo minuto – serie TV, episodio 2x03 (1972)
- Agostino d'Ippona, regia di Roberto Rossellini – miniserie TV (1972)
- L'età di Cosimo de' Medici, regia di Roberto Rossellini – miniserie TV (1972)
- Qui squadra mobile – serie TV, episodio 1x06 (1973)
- Delitto di regime - Il caso Don Minzoni, regia di Leandro Castellani – miniserie TV (1973)
- Un certo Marconi, regia di Sandro Bolchi – film TV (1974)
- Sotto il placido Don, regia di Vittorio Cottafavi (1974)
- Diagnosi, regia di Mario Caiano – miniserie TV (1975)
- L'uomo dagli occhiali a specchio, regia di Mario Foglietti (1975)
- Alle origini della mafia, regia di Enzo Muzii – miniserie TV, episodio La legge (1976)
- Il commissario De Vincenzi 2 – serie TV (1977)
- Jazz band, regia di Pupi Avati – miniserie TV (1978)
- Ora zero e dintorni – serie TV, episodio 1x06 (1980)
- Linda e il brigadiere – serie TV, 1x03 (1997)
- L'ispettore Coliandro – serie TV, episodio 1x02 (2006)

### Cortometraggi
- Pioggia a pois, regia di Massimo Ivan Falsetta (2008)